# Wilhelm Brückner

Wilhelm Brückner (1938)

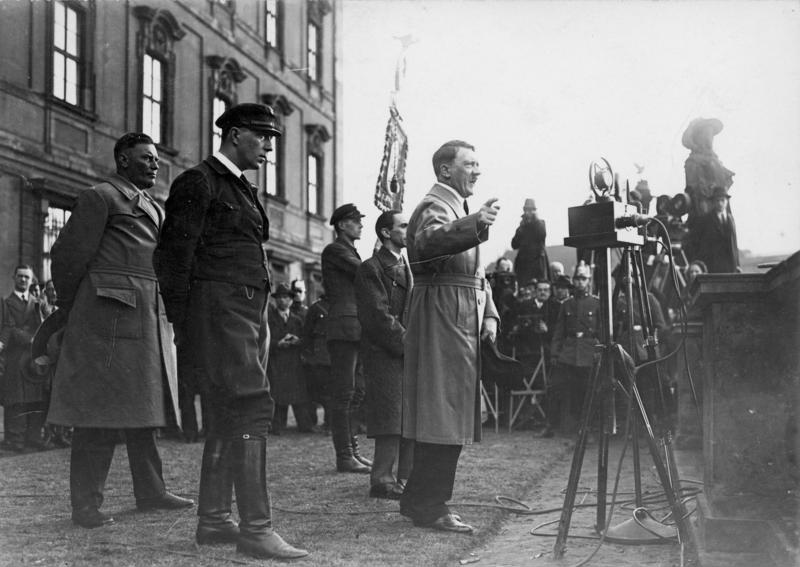
Wilhelm Brückner (links) 1932 bei einer Wahlrede Adolf Hitlers

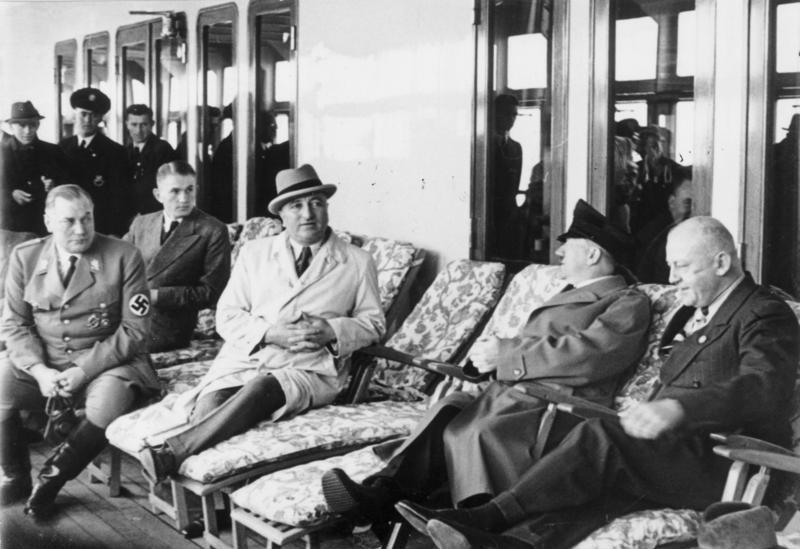
Wilhelm Brückner (links) 1939 auf dem KdF Flaggschiff „Robert Ley“ mit Adolf Wagner, Adolf Hitler und Robert Ley

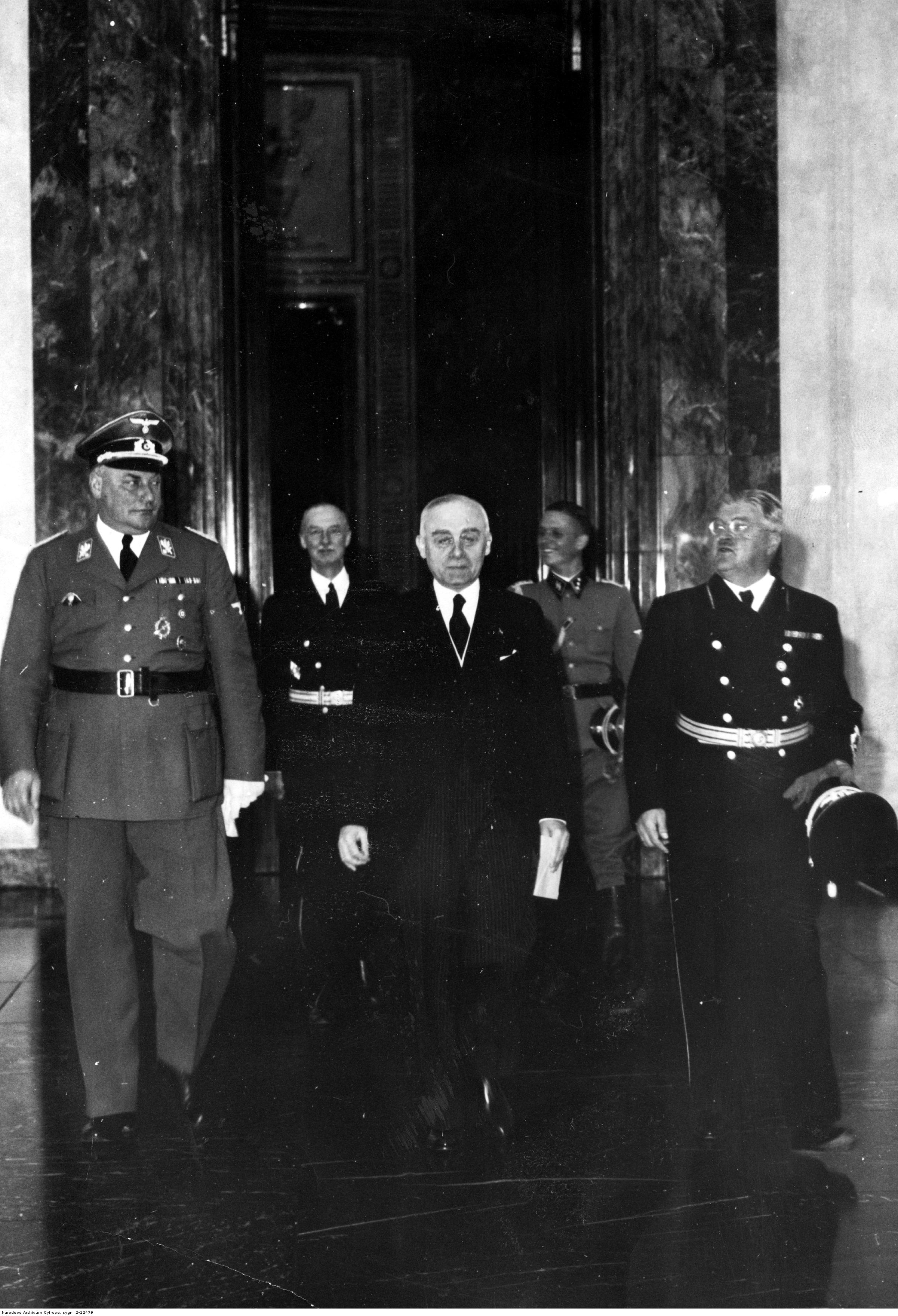
Wilhelm Brückner (links) 1940 mit dem ungarischen Botschafter Döme Sztójay und dem Staatssekretär Otto Meissner.

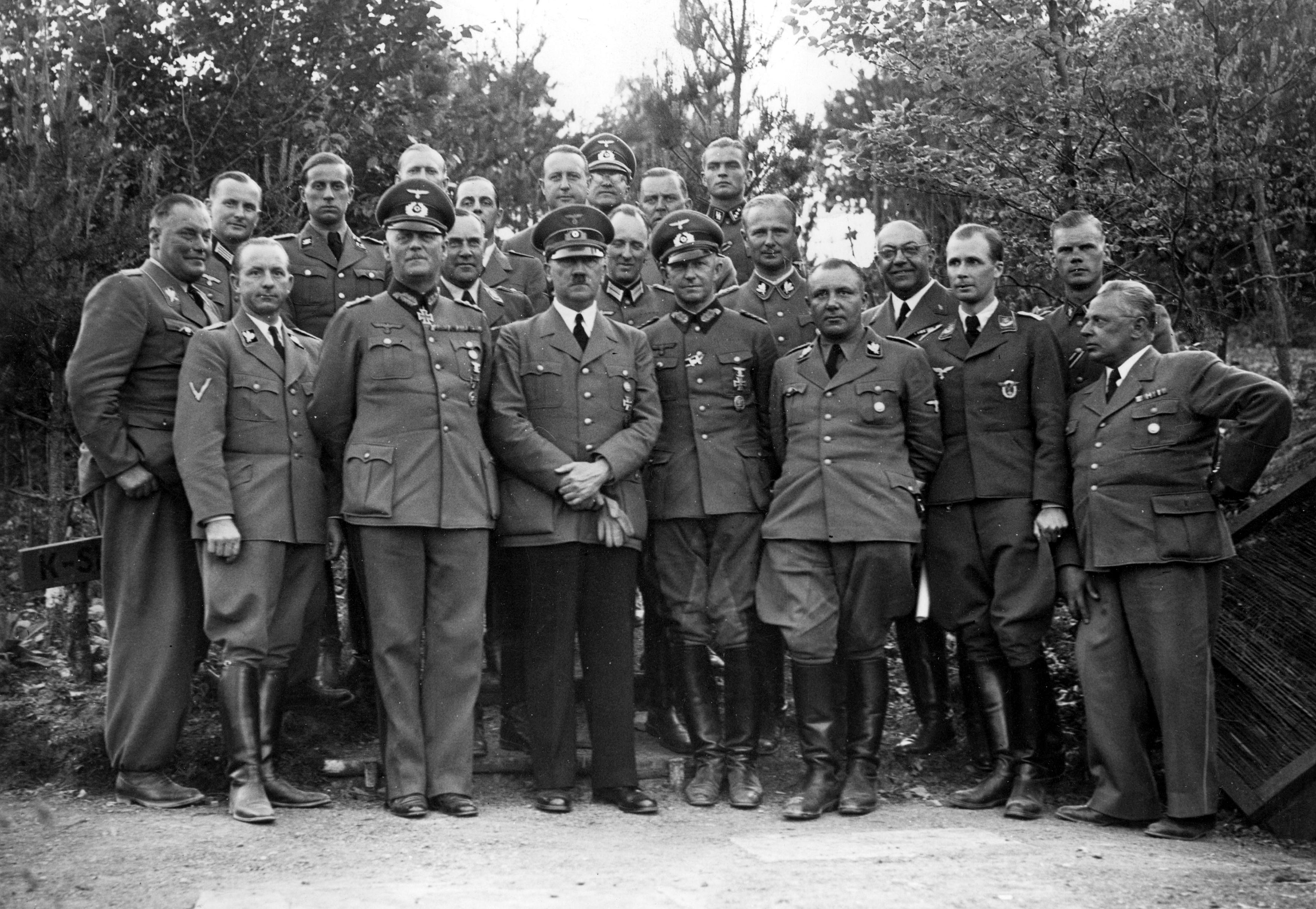
1940: Ganz links Brückner im Stab von Hitler, vermutlich in Eselsberg in Bad Münstereifel-Rodert, in der Nähe des „K-Standes“ des Führerhauptquartiers Felsennest

Wilhelm Friedrich Karl Brückner (* 11. Dezember 1884 in Baden-Baden; † 20. August 1954 in Herbsdorf) war ein deutscher Offizier, Nationalsozialist und langjähriger Chefadjutant von Adolf Hitler.

## Biografie

### Jugend und Erster Weltkrieg
Brückner war ein Sohn von Wilhelm Brückner und seiner Ehefrau Auguste, geb. Niebecker. Brückner wuchs in Baden-Baden auf und legte am dortigen Realgymnasium sein Abitur ab. Anschließend studierte er Rechtswissenschaft und Volkswirtschaft in Straßburg, Freiburg, Heidelberg und München. 1905 renoncierte er beim Corps Transrhenania München, wurde aber nach vier Monaten als Fuchs entlassen und kam in SC-Verruf.
Im Ersten Weltkrieg wurde er in einem bayerischen Infanterie-Regiment Offizier und als Oberleutnant verabschiedet. Nach dem Krieg trat er in das Freikorps Epp ein und war im Schützenregiment 42 als Mitglied der Reichswehr an der Niederschlagung der Münchner Räterepublik beteiligt.

### Weimarer Republik bis 1930
Gegen Ende 1919 besuchte Brückner wieder die Universität, wurde aber für drei Jahre Aufnahmetechniker beim Film.
Ende 1922 trat Brückner erstmals der NSDAP bei. Den Parteivorsitzenden Adolf Hitler hatte er bereits 1919 als Soldat kennengelernt. Am 1. Februar 1923 wurde Brückner zum Führer des SA-Regiments München ernannt. Im selben Jahr nahm er aktiv am Hitlerputsch teil. Nach der Niederschlagung des Putsches wurde er verhaftet und zu einer Freiheitsstrafe von anderthalb Jahren Festungshaft verurteilt, jedoch bereits nach viereinhalb Monaten wieder entlassen. Nach der Haftentlassung betätigte Brückner sich in Auffangorganisationen der verbotenen NSDAP. Der im Frühjahr 1925 neugegründeten NSDAP trat er jedoch zunächst nicht wieder bei. Stattdessen verdiente er seinen Lebensunterhalt bis 1927 als dritter Generalsekretär beim Verein für das Deutschtum im Ausland (VDA). Während der nächsten Jahre lebte er von seinem Einkommen als kaufmännischer Vertreter, bis er 1929 beim Deutschen Auslandsinstitut eine feste Anstellung fand.

### Adjutant Hitlers
Am 1. August 1930 wurde Brückner in den Kreis der Adjutanten und Leibwächter Adolf Hitlers berufen. Zum 1. September desselben Jahres trat er wieder in die NSDAP (Mitgliedsnummer 298.623) und in die SA ein. In der letzteren wurde er 1932 zum SA-Oberführer, 1933 zum SA-Gruppenführer und am 9. November 1934 zum SA-Obergruppenführer befördert. Er stieg bald in den Rang eines Chef-Adjutanten von Hitler auf als sein enger Mitarbeiter. Aufgrund seiner Unkompliziertheit und Leutseligkeit erfreute er sich bei Bittstellern und Alltagsbesuchern der Reichskanzlei großer Beliebtheit.
Auf eigenen Antrag wurde Brückner 1934 Corpsschleifenträger von Transrhenania. „Wer dem Führer so nahe steht, kann kein schlechter Mensch sein“.
In der Folge eines Autounfalls im selben Jahr konnte er Hitler den Begleitarzt Karl Brandt vermitteln. Brückner war ab 1936 in der zehnten und elften Wahlperiode  Mitglied des Reichstages. Am 15. Januar 1936 bekam Brückner die Ehrenbürgerschaft von Detmold, die ihm am 9. November 1945 wieder aberkannt wurde. Mit Ausbruch des Zweiten Weltkrieges verlor Brückner an Bedeutung. Er musste dabei mehr und mehr den aufgrund des Kriegsgeschehens rasch an Bedeutung gewinnenden Adjutanten der Wehrmacht und der SS weichen. Am 18. Oktober 1940 wurde er wegen einer Auseinandersetzung mit Hitlers Hausintendanten Arthur Kannenberg überraschend entlassen. Drahtzieher war höchstwahrscheinlich Martin Bormann. Die Stellung des Chefadjutanten übernahm an seiner Stelle Julius Schaub.

### Kriegsteilnahme und Nachkriegszeit
Brückner ging 1941 zur Wehrmacht, in der er während des Krieges den Rang eines Obersten erreichte. Im November 1944 wurde er schwer verwundet. Von 1945 bis 1948 war er in amerikanischer Kriegsgefangenschaft. Am 14. September 1948 wurde Brückner in einem Spruchkammerverfahren von der Lagerspruchkammer Garmisch-Partenkirchen als Hauptschuldiger eingestuft und zu dreieinhalb Jahren Arbeitslager, unter Anrechnung der Internierungshaft, und zum Einzug eines Großteils seines Vermögens verurteilt. Auf seine Berufung hin stufte ihn die Berufungskammer München am 9. September 1949 in die Gruppe der Belasteten ein.